# 이원구 (희극인)
이원구(李元九, 1983년 12월 17일 ~ )는 대한민국의 희극인이다. 2007년에 KBS 공채 개그맨 22기로 데뷔하였다.

## 학력
- 인덕대학 방송연예과

## 출연 작품
- 《개그콘서트》 (KBS2)

〈착한 척 하지마〉
〈애정남〉
〈희망 프로젝트〉
〈최효종의 눈〉
〈병원 25시〉
〈사랑의 병원〉
〈앗싸스쿨〉
〈그땐 그랬지〉
〈티라노 연애조작단〉
〈갑을컴퍼니〉- 술상무 역
〈네가지〉- 벗겨진 남자 역
〈남자뉴스〉(음주운전으로 인해 폐지)
〈비정상 교도소〉
〈세상아 덤벼라〉- 인질범 역
〈선배, 선배!〉- 개 역
〈10년 후〉
〈이.개.세 (이 개그맨들이 사는 세상)〉
〈호불호〉
〈회의자들〉
〈세.젤.예 (세상에서 제일 예민한 사람)〉
〈다시보기〉
〈민상토론2〉
〈이거 실화냐?〉
<챗플릭스>
- 《폭소클럽 시즌 1》 (KBS2)
- 《개그 사냥》  (KBS2)
- 《폭소클럽 시즌 2》 (KBS2)
- 《개그 스타 GCC어워드》 (KBS2)
- 《켠김에 왕까지》 (온게임넷)
- 《출발드림팀 시즌 2》 (KBS2)

### CF
- 피자에땅
- 엔프라니 스킨퍼펙트 원
- 온라인게임 베틀그라운드

## 사건 사고
- 2013년 11월 5일, 오토바이를 타다가 음주운전을 하였다.[4]